# Гебре Мескель Лалібела
Гебре Мескель Лалібела (амх. ገብረ መስቀል ላሊበላ) — негус Ефіопії з династії Загве. Був канонізований Ефіопською церквою. Був сином Джена Сеюма та братом Кедуса Гарбе. Вважається, що він правив упродовж 40 років. Відомий як монарх, який збудував монолітну церкву Святого Георгія у Лалібелі.

## Життєпис

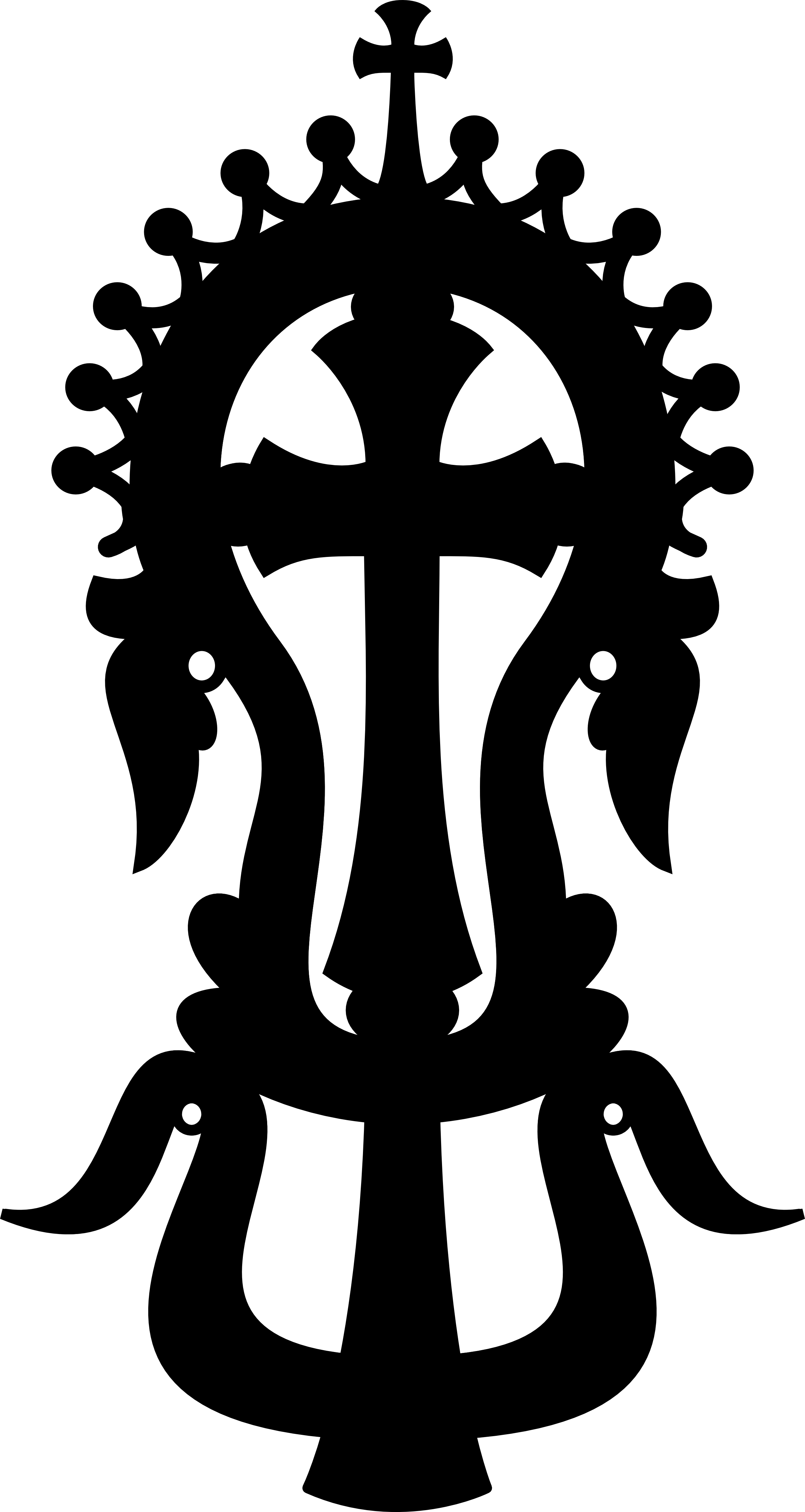
Хрест Лалібела

Існує легенда, де сказано, що незабаром після народження, рій бджіл оточив його, але не кусав. Перелякана мати, охоплена духом пророцтва, вигукнула: «Бджоли знають, що ця дитина стане царем!». Після цього його назвали Лалібела, що означає «бджоли, визнають верховну владу».
Диво з бджолами сприйняли як знак Божий, визнання того, що малюку призначене велике майбутнє. Щоправда, стосунки з рідними в царевича не склалися і його вирішила отруїти рідна сестра. Лалібела випив отруту і впав у кому, під час якої, за його власними словами, мандрував світами у супроводі янголів. Янголи перенесли його спочатку до земного Єрусалима, а потім до Єрусалима небесного, і Лалібела був вражений їхньою красою до глибини душі. А потім прийшов до тями — і одужання царевича придворні сприйняли як нове диво.
Лалібела заявив, що хоче піти на прощу до Єрусалима та стати ченцем. У Святій Землі він прожив кілька десятків років, ставши свідком багатьох історичних подій — зокрема, втрати Єрусалима хрестоносцями після поразки під Хаттіном. Лалібела звертався до папи римського з проханням виділити його співвітчизникам вівтар і каплицю в Храмі Гробу Господнього, але папа відмовив. Натомість Саладін через два роки після здобуття Єрусалима особисто виділив ефіопам окреме місце в храмі і монастир Дейр ес-Султан на його даху.
Водночас Лалібелі вдалося порозумітися з тамплієрами, яким він повідомив про те, що саме в Ефіопії зберігається Ковчег Заповіту.
Можливо, під їхнім впливом Лалібела дійшов висновку про необхідність усамостійнення ефіопської церкви і виходу її з-під влади Александрійського патріарха. Для цього він вирішив збудувати на батьківщині новий Єрусалим, який відповідав би його власним уявленням про «святий град». Він повернувся до Ефіопії і був проголошений царем замість свого брата Гарбе. Більшість переказів кажуть про мирну передачу влади. Хоча залишилися і певні відголоски можливої боротьби за престол. Можливо конфлікт таки мав місце, проте завершився компромісом.
Ставши царем, Лалібела обрав собі нове, тронне ім'я Гебре Мескель — таке ж ім'я носив один з видатних володарів аксумської доби. Новий володар ще більше зміцнив своє становище щедрими роздачами. І, не гаючи часу, розпочав будівництво у своїй столиці омріяного нового Єрусалима.
Гірському струмку, що протікав через місто, дали нове ім'я — Йордан. На північ від були побудовані «двійники» головних єрусалимських святилищ. Темпи, якими зводилися храми, вразили ефіопів. Легенди стверджують, що цареві у цій справі допомагали янголи — на кожний лікоть, вирублений у скелі вдень простими смертними, за ніч з'являлися кілька ліктів, зроблених вночі небесними помічниками.
З часом Лалібелі почали приписувати й будівництво інших храмів у столиці, яку й саму почали називати Лалібелою, а також отримання заповіту від самого Христа.